# BFC Siófok
El BFC Siófok es un club de fútbol húngaro de la ciudad de Siófok. El equipo disputa sus partidos como local en el Estadio Révesz Géza y juega en la NB3, tercer nivel del fútbol húngaro.

## Historia
El club fue fundado en el verano de 1921 con el nombre de Siófok SE. En 1956 el equipo pasó a llamarse Siófoki Bányász SE. El color del club fue rojo-negro hasta el año 2000, luego amarillo-azul-verde, actualmente amarillo-azul, pero el color verde también se encuentra en el nuevo escudo de armas. El equipo llegó a la segunda división en 1967 bajo la dirección del entrenador Gyula Papp.
El apogeo del equipo llegó después de 1982, aunque en las dos temporadas siguientes el equipo terminó cuarto en la segunda división y ganó la Copa de la República Popular de Hungría. En cuartos de final contra el Ferencváros TC, ante un lleno total, el equipo de Siófok ganó 4-2. En semifinales derrotó al Tatabánya, que también jugaba con József Kiprich, por 1-0 en un partido en casa también lleno . La final se celebró en Székesfehérvár en 1984. El 9 de julio , ante 17.000 espectadores, el Rába ETO perdió 2-1 ante su rival de segunda división. El equipo pudo empezar en el KEK y después de un 1:1 en casa contra el Larissa griego , se despidió del escenario internacional con una derrota fuera de casa por 2:0.
En 1985 el equipo asciende a la primera división por delante de Váci Izzó , el entrenador era Miklós Szőke , quien también entrenó al equipo campeón de copa. El primer encuentro de la máxima categoría se celebró en 1985 . Se jugó el 10 de agosto en Siófok y Bányász venció al Csepel por 3-0 ante 8.000 espectadores.
Cinco jugadores de Siófok fueron seleccionados para el primer Campeonato Mundial de Futsal de la FIFA en 1989, que se celebró en los Países Bajos : Mihály Borostyán, György Freppán, Sándor Olajos, László Quirikó y László Zsadányi, que se convirtió en la bota de oro del torneo con 7 goles. .
El equipo jugó en primera división en los años siguientes, 12-13. posiciones alcanzadas. Curiosamente, fue la primera vez en la temporada 1987-1988 y la última hasta el campeonato 2007-2008 - es decir, durante 20 años - que el rally de Somogy tuvo lugar en la NB I, con una victoria local en Siófok, mientras que un empate en Kaposvár. El equipo terminó en séptimo lugar en el campeonato 1989-1990, y en 1992 logró la mejor actuación en la historia del club, terminando en cuarto lugar. Bajo la dirección de László Pusztai, el equipo terminó octavo la temporada siguiente, en 1994 Siófs tuvo que jugar un partido de clasificación, donde fue eliminado de la liga superior por un total de 9-4.
Después de un 3.º puesto, consiguieron ganar en el segundo año, volviendo así a la primera división. Terminaron 12.º en las dos primeras temporadas. Mientras tanto, el equipo se reorganizó, tomó el nombre de Siófok FC (y luego apareció brevemente como Balaton TV-Siófok FC), sus nuevos colores pasaron a ser amarillo-azul-verde, que también son los colores de la ciudad de Siófok. En los dos años siguientes terminaron dos veces en el puesto 15, el segundo puesto 15 significó la eliminación.
En 2001 llegó al club un nuevo inversor, que fichó como entrenador a János Csank, y ascendió de nuevo a primera división, donde acabó en 5.ª posición. Sin embargo, el inversor se retiró, su lugar lo ocupó István Kuti , el propietario de Balaton Reklám és Média Kft., que cambió el nombre del club a Balaton FC. Sin embargo, la mayoría de los jugadores y el cuerpo técnico ya se habían marchado debido a la incertidumbre, y el nuevo equipo se formó sólo unas semanas antes del inicio del campeonato, el entrenador era Aurél Csertői . Cuatro rondas antes del final del campeonato, el club estaba a la cabeza, pero debido a problemas económicos, el propietario del club trasladó su sede a Diósgyőr . En Siófok, el equipo de adultos se suspendió temporalmente. La ciudad siguió apoyando el suministro, por lo que siguió funcionando, nuevamente bajo el nombre de Bányász.
Siófoki Bányász compró una parte de la propiedad del Bodajk FC, fundado por Ferenc Nemes en 2002. Así, el Bodajk FC, bajo el nombre de BFC Siófok, se mudó a Siófok en 2005 y comenzó en el campeonato NB II. Desde entonces, la tarea principal de Siófoki Bányász SE, que se ocupa exclusivamente de niños y jóvenes, es formar futbolistas talentosos para este club y promover sus actuaciones exitosas.
La plantilla del BFC Siófok estaba formada principalmente por jugadores del Bodajk FC, así como por futbolistas de la Academia Sándor Károly. En la primera temporada se desempeñaron como un equipo promedio, mientras que en el segundo año (primavera de 2007) ganaron el Grupo Occidental NB II bajo el liderazgo de Antal Botos. En la primera división, el equipo pasó por varios cambios de entrenador y finalmente el club descendió de la primera división en la primavera de 2009, lo que también significó la salida del propietario Ferenc Nemes. En la temporada 2009-2010, el club volvió a terminar primero en Segunda División, tras lo cual estuvo tres temporadas entre los mejores. Desde 2014 se mantiene estable en NB II.

## Nombres
- 1921-56: Siófok SE
- 1956-98: Siófok Bányász SK
- 1998-99: Siófoki FC
- 1999: Balaton TV-Siófok FC
- 1999-03: Siófoki FC
- 2003-04: Balaton FC
- 2004-05: Siófoki Bányász SE
- 2005-06: Bodajk FC Siófok
- 2006-: BFC Siófok

## Palmarés
- Hungarian Cup: 1

1984 (vs Rába ETO 2:1)
- NB2: 1

1995–1996
- Western Division: 1

2006–2007

## Participación en competiciones de la UEFA

### UEFA Cup Winners' Cup
| Temporada | Ronda | Club      | Casa | Visita | Global |
| --------- | ----- | --------- | ---- | ------ | ------ |
| 1984–85   | 1     | AE Larisa | 1–1  | 0–2    | 1–3    |

### UEFA Intertoto Cup
| Temporada | Ronda   | Club                  | Casa | Visita |
| --------- | ------- | --------------------- | ---- | ------ |
| 1986      | Grupo 9 | Lech Poznań           | 0–0  | 1–4    |
| 1986      | Grupo 9 | Linzer ASK            | 0–0  | 1–1    |
| 1986      | Grupo 9 | Odense BK             | 0–2  | 4–5    |
| 1989      | Grupo 7 | Örebro SK             | 1–3  | 2–1    |
| 1989      | Grupo 7 | Slavia Praha          | 2–1  | 1–4    |
| 1989      | Grupo 7 | FC Wettingen          | 0–3  | 1–3    |
| 1990      | Grupo 3 | Lech Poznań           | 0–2  | 1–3    |
| 1990      | Grupo 3 | Maccabi Haifa FC      | 0–0  | 0–3    |
| 1990      | Grupo 3 | Bnei Yehuda FC        | 3–1  | 1–0    |
| 1991      | Grupo 6 | Grasshopper FC        | 1–1  | 0–1    |
| 1991      | Grupo 6 | BK Frem               | 3–3  | 1–4    |
| 1991      | Grupo 6 | NK Olimpija Ljubljana | x-x  | x-x    |
| 1992      | Grupo 2 | Sparta Praha          | 1–1  | 1–2    |
| 1992      | Grupo 2 | SK Vorwärts Steyr     | 2–2  | 1–3    |
| 1992      | Grupo 2 | FC Lausanne-Sport     | 1–0  | 1–0    |

### Estadísticas en competiciones europeas
- A  5 de julio de 2010

| País            | J  | G | E | P  | GF | GC |
| --------------- | -- | - | - | -- | -- | -- |
| Austria         | 4  | 0 | 3 | 1  | 3  | 5  |
| República Checa | 4  | 1 | 1 | 2  | 5  | 8  |
| Dinamarca       | 4  | 0 | 1 | 3  | 8  | 14 |
| Grecia          | 2  | 0 | 1 | 1  | 1  | 3  |
| Israel          | 4  | 2 | 1 | 1  | 4  | 4  |
| Polonia         | 4  | 0 | 1 | 3  | 2  | 9  |
| Suecia          | 2  | 1 | 0 | 1  | 3  | 4  |
| Suiza           | 6  | 2 | 1 | 3  | 4  | 8  |
| Total           | 30 | 6 | 9 | 15 | 30 | 55 |

## Entrenadores
- Miklós Szőke (1981-1986)
- Gábor Kaszás (1986-1988)
- Imre Gellei (1988-1990)
- Eduard Geyer (1991-1992)
- János Csank (2002-2003)
- Károly Horváth (2010)
- István Mihalecz (2010-2012)
- Károly Horváth (2012-2013)